# Hormisa oxymoralis
Hormisa oxymoralis là một loài bướm đêm trong họ Noctuidae.